# Dunkerques marinmuseum
Dunkerques marinmuseum (franska: Musée portuaire de Dunkerque) är ett  marinmuseum i hamnstaden Dunkerque i regionen Hauts-de-France i norra Frankrike. Utställningsytan omfattar cirka 3.000 m².

## Historik
Dunkerques marinmuseum inryms i ett tidigare tobaksmagasin, med kajplatser för museifartyg strax utanför. Dunkerques kommun köpte byggnaden år 1974. Museet öppnades för allmänheten 1992. Det uppstod på initiativ av tidigare hamnarbetare, som på 1970-talet började samla in och bevara föremål med anknytning till marin verksamhet.

## Utställningar
Dunkerques marinmuseum presenterar en historisk översikt över staden, med fokus på sjöfarten och hamnområdet. Hamnen har ett både geografiskt och strategiskt fördelaktigt läge, nära Storbritannien och Engelska kanalen, med mycket sjöfartstrafik. Museet har såväl tillfälliga utställningar som permanenta samlingar, både inomhus och utomhus. I den "flytande" delen av de permanenta samlingarna ingår bland annat tre skepp förtöjda framför museet, den tremastade fullriggaren Duchesse Anne (1901) (tidigare kallat  Großherzogin Elisabeth), det sedan 1997 k-märkta fyrskeppet Sandettié (1947) och bogserbåten Entreprenör (1965). Duchesse Anne, som är det största bevarade segelfartyget i Frankrike, härbärgerar periodvis tillfälliga utställningar. Museet anordnar också besök till Dunkerques fyr.

## Bildgalleri

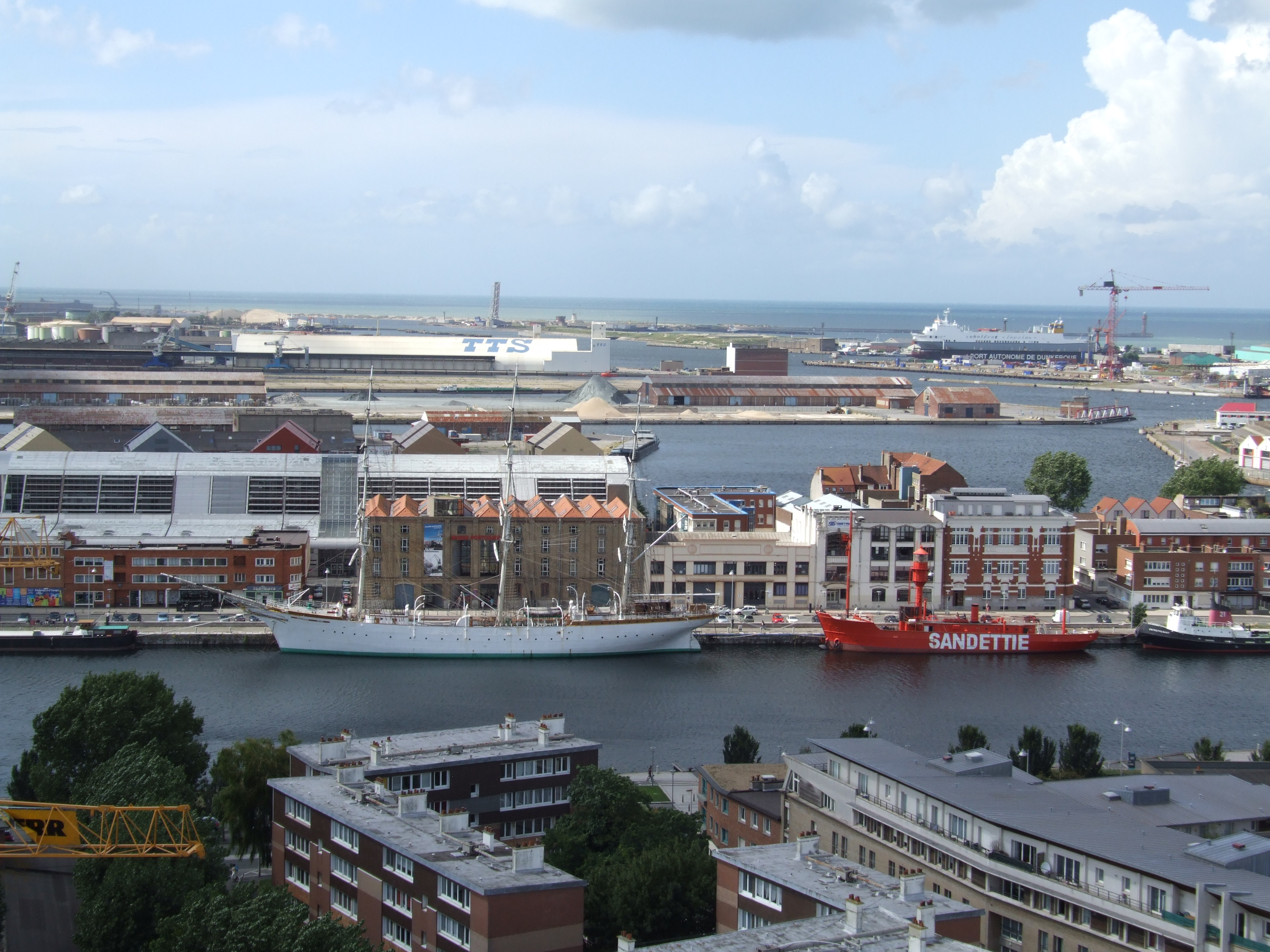
Vy över hamnen, med Dunkerques marinmuseum och museifartyg i mitten
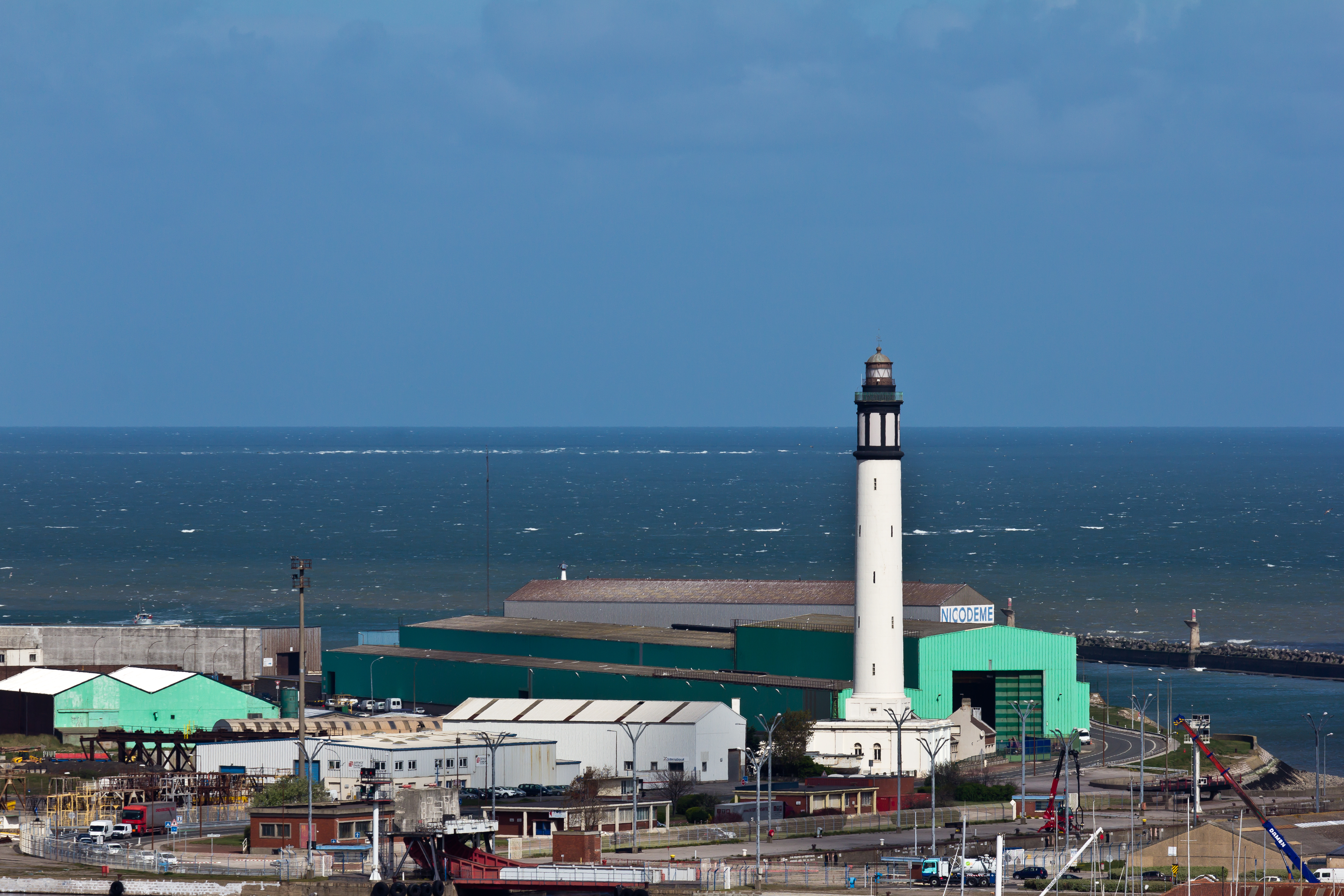
Dunkerques fyr